# Коптское письмо
Ко́птский алфави́т — алфавит, используемый для записи коптского языка, распространён с IV века. Коптский алфавит основывается на греческом алфавите, с добавлением нескольких букв из древнеегипетского демотического письма, передававших согласные звуки, отсутствовавшие в греческом.
Коптское письмо было одним из источников старонубийской письменности.
Коптский алфавит поддерживался стандартом Юникод изначально, в унификации с греческим. Разунифицирован в отдельный алфавит в версии 4.1 (2005).

## История
Коптская азбука имеет долгую историю, которая начинается в эпоху правления Птолемеев, когда греческие буквы впервые были применены для транскрибирования демотических текстов с целью фиксации правильного произношения слов демотического языка. В течение первых двух веков нашей эры целый ряд магических текстов был записан так называемым «древнекоптским письмом», которое представляло собой греческие буквы, использованные для записи текстов на египетском языке; ряд букв, однако, был заимствован из демотического письма, многие из них (но не все) используются в собственно коптском письме. С распространением христианства в Египте к концу III века н. э. знания иероглифического письма были потеряны, как впоследствии и демотического письма, что способствовало распространению новой письменности, более тесно связанной с христианской церковью. В IV веке коптский алфавит уже сформировался, особенно для саидского диалекта (существует ряд различий между алфавитами, используемыми в различных диалектах коптского языка). Сегодня коптский язык употребляется только последователями Коптской православной церкви для записи религиозных текстов. Все «гностические евангелия» из Наг-Хаммади записаны коптским алфавитом.

## Внешний вид
Коптская азбука была первой египетской письменностью, которая обозначала гласные; таким образом, коптские документы помогают правильной интерпретации ранних текстов. В некоторых египетских слогах функцию гласных выполняют сонорные согласные; в саидской разновидности коптского письма такие слоги писались с горизонтальной линией сверху. Различные каллиграфические школы использовали некоторые диакритические знаки: апостроф для разделения слов и для обозначения клитик (для этого в логографическом египетском письме использовались детерминативы); другие школы употребляли умлаут над ⲓ и ⲩ, когда они стояли в начале слога, иногда для этого использовался циркумфлекс.
Коптская азбука в основном базируется на греческом алфавите, что тоже помогло в интерпретации египетских текстов. 24 буквы имеют греческое происхождение, 6 или 7 букв были взяты из демотического письма, в зависимости от диалекта (6 в саидском диалекте, 7 в бохайрском и ахмимском). Коптская азбука, в отличие от кириллицы и латиницы, которые тоже происходят из греческого письма, в большей степени сохранила особенности греческого написания букв.

## Коптская азбука
| Заглавная буква (изображение) | Строчная (изображение) | Заглавная буква | Строчная буква | Числовое значение | Название | Греческий эквивалент | Транскрипция (IPA) |
| ----------------------------- | ---------------------- | --------------- | -------------- | ----------------- | -------- | -------------------- | ------------------ |
|                               |                        | Ⲁ               | ⲁ              | 1                 | альфа    | Α, α                 | a                  |
|                               |                        | Ⲃ               | ⲃ              | 2                 | бета     | Β, β                 | w                  |
|                               |                        | Ⲅ               | ⲅ              | 3                 | гамма    | Γ, γ                 | k                  |
|                               |                        | Ⲇ               | ⲇ              | 4                 | дальда   | Δ, δ                 | t                  |
|                               |                        | Ⲉ               | ⲉ              | 5                 | эй       | Ε, ε                 | i                  |
|                               |                        | Ⲍ               | ⲍ              | 7                 | зета     | Ζ, ζ                 | z                  |
|                               |                        | Ⲏ               | ⲏ              | 8                 | эта      | Η, η                 | eː                 |
|                               |                        | Ⲑ               | ⲑ              | 9                 | тета     | Θ, θ                 | tʰ                 |
|                               |                        | Ⲓ               | ⲓ              | 10                | йота     | Ι, ι                 | iː                 |
|                               |                        | Ⲕ               | ⲕ              | 20                | каппа    | Κ, κ                 | k                  |
|                               |                        | Ⲗ               | ⲗ              | 30                | лаула    | Λ, λ                 | l                  |
|                               |                        | Ⲙ               | ⲙ              | 40                | ме       | Μ, μ                 | m                  |
|                               |                        | Ⲛ               | ⲛ              | 50                | не       | Ν, ν                 | n                  |
|                               |                        | Ⲝ               | ⲝ              | 60                | кси      | Ξ, ξ                 | ks                 |
|                               |                        | Ⲟ               | ⲟ              | 70                | оу       | Ο, ο                 | u                  |
|                               |                        | Ⲡ               | ⲡ              | 80                | пи       | Π, π                 | p                  |
|                               |                        | Ⲣ               | ⲣ              | 100               | ро       | Ρ, ρ                 | r                  |
|                               |                        | Ⲥ               | ⲥ              | 200               | семма    | Σ, σ, ς              | s                  |
|                               |                        | Ⲧ               | ⲧ              | 300               | тау      | Τ, τ                 | t                  |
|                               |                        | Ⲩ               | ⲩ              | 400               | хе       | Υ, υ                 | uː                 |
|                               |                        | Ⲫ               | ⲫ              | 500               | фи       | Φ, φ                 | pʰ                 |
|                               |                        | Ⲭ               | ⲭ              | 600               | хи       | Χ, χ                 | kʰ                 |
|                               |                        | Ⲯ               | ⲯ              | 700               | пси      | Ψ, ψ                 | ps                 |
|                               |                        | Ⲱ               | ⲱ              | 800               | о        | Ω, ω                 | oː                 |
|                               |                        | Ϣ               | ϣ              |                   | шай      | Ϸ, ϸ                 | ʃ                  |
|                               |                        | Ϥ               | ϥ              | 90                | фай      | —                    | f                  |
|                               |                        | Ϧ (Ⳉ)           | ϧ (ⳉ)          |                   | хай      | Ͱ, ͱ                 | x                  |
|                               |                        | Ϩ               | ϩ              |                   | хори     | —                    | h                  |
|                               |                        | Ϫ               | ϫ              |                   | джанджа  | —                    | dʒ                 |
|                               |                        | Ϭ               | ϭ              |                   | чима     | Ϙ, ϙ (Ϟ, ϟ)          | q                  |
|                               |                        | Ϯ               | ϯ              |                   | ти       | —                    | ti                 |

Буквы, которые происходят из демотического письма:
| M8 |

| M8 |

| I9 |

| I9 |

| M12 |

| M12 |

| F18 · Y1 |

| F18 · Y1 |

| U29 |

| U29 |

| V31 |

| V31 |

| D37 · X1 |

| D37 · X1 |

В коптском письме различаются заглавные и строчные буквы. В отличие от современного греческого письма, в котором заглавные и строчные буквы часто имеют разную форму (например, Ν и ν), коптские большие буквы были только увеличенными строчными буквами. Единственным исключением является буква «хай»: большая буква Ϧ и имела вид ϧ.
Коптские буквы имеют разные названия в разных текстах. Вариации в названиях букв могут быть минимальными (буква «фай» может называться «фей») или более значительными («хэ» в новых текстах часто называется «эпсилон»).
Разные источники дают разные варианты произношения коптских букв, в зависимости от того, имеется ли в виду древнее или современное произношение. Есть также различия между саидским и бохайрским произношением (бохайрский диалект является единственным «живым» диалектом коптского языка). В середине XIX века бохайрское произношение коптского языка было искусственно приближено к греческой речи. Именно это эллинизированное произношение преимущественно и используется сегодня, хотя имеет место движение за реставрацию старого произношения (اللفظ القديم), отразившегося, в частности, на произношении коптских заимствований (а также имён и географических названий) в арабском языке (сравните «Шенуте» и «Шенуда»).
Буква «хай» не использовалась в саидском диалекте, поскольку в нём отсутствовала соответствующая фонема /x/.
Буквы  и  использовались только для записи чисел (они имели значение 6 и 900 соответственно).

## Пример
ⲥⲟⲩⲙⲟⲥⲉ ⲣⲱⲙⲉ ⲛⲓⲙ `ⲉⲩϣⲏϣ `ⲉ ⲛⲉⲩⲉⲣⲏⲩ ϩⲛ `ⲟⲩⲇⲓⲕⲁⲓⲟⲥⲩⲛⲏ. `ⲟⲩⲛ ϭⲟⲙ ⲙ̀ⲙⲟⲩ `ⲉⲧⲣⲉⲩⲙⲉⲉⲩⲉ `ⲁⲩⲱ ϣϣⲉ `ⲉⲧⲣⲉⲩⲣ-ⲙⲛ̀ⲧⲙⲁⲓⲥⲟⲛ.
Перевод:
Все люди рождаются свободными и равными в своём достоинстве и правах. Они наделены разумом и совестью и должны поступать в отношении друг друга в духе братства.

## Юникод
Начиная с первой версии Юникода специальные коптские буквы, не имеющие аналогов в греческом, присутствуют в блоке «Греческое и коптское письмо», общем для греческого и коптского. Предполагалось использование греческих букв для коптского. Однако начиная с версии 4.1 (март 2005) в Юникоде присутствует отдельный блок с коптским письмом. В версии 7.0 также был добавлен отдельный блок (U+102E0…102FF) для коптских цифр.
Существует несколько шрифтов с поддержкой коптского алфавита, среди них как свободные (бесплатные), так и проприетарные Segoe UI (версии Symbol и Historic, которые поставляются с Windows 8.1 и 10).
| Коптское письмо[1][2] Официальная таблица символов Консорциума Юникода (PDF)                                                                 |   |   |   |   |   |   |   |   |   |   |   |   |   |   |   |   |
| | 0 | 1 | 2 | 3 | 4 | 5 | 6 | 7 | 8 | 9 | A | B | C | D | E | F |
| U+03Ex |   |   | Ϣ | ϣ | Ϥ | ϥ | Ϧ | ϧ | Ϩ | ϩ | Ϫ | ϫ | Ϭ | ϭ | Ϯ | ϯ |
| U+2C8x | Ⲁ | ⲁ | Ⲃ | ⲃ | Ⲅ | ⲅ | Ⲇ | ⲇ | Ⲉ | ⲉ | Ⲋ | ⲋ | Ⲍ | ⲍ | Ⲏ | ⲏ |
| U+2C9x | Ⲑ | ⲑ | Ⲓ | ⲓ | Ⲕ | ⲕ | Ⲗ | ⲗ | Ⲙ | ⲙ | Ⲛ | ⲛ | Ⲝ | ⲝ | Ⲟ | ⲟ |
| U+2CAx | Ⲡ | ⲡ | Ⲣ | ⲣ | Ⲥ | ⲥ | Ⲧ | ⲧ | Ⲩ | ⲩ | Ⲫ | ⲫ | Ⲭ | ⲭ | Ⲯ | ⲯ |
| U+2CBx | Ⲱ | ⲱ | Ⲳ | ⲳ | Ⲵ | ⲵ | Ⲷ | ⲷ | Ⲹ | ⲹ | Ⲻ | ⲻ | Ⲽ | ⲽ | Ⲿ | ⲿ |
| U+2CCx | Ⳁ | ⳁ | Ⳃ | ⳃ | Ⳅ | ⳅ | Ⳇ | ⳇ | Ⳉ | ⳉ | Ⳋ | ⳋ | Ⳍ | ⳍ | Ⳏ | ⳏ |
| U+2CDx | Ⳑ | ⳑ | Ⳓ | ⳓ | Ⳕ | ⳕ | Ⳗ | ⳗ | Ⳙ | ⳙ | Ⳛ | ⳛ | Ⳝ | ⳝ | Ⳟ | ⳟ |
| U+2CEx | Ⳡ | ⳡ | Ⳣ | ⳣ | ⳤ | ⳥ | ⳦ | ⳧ | ⳨ | ⳩ | ⳪ | Ⳬ | ⳬ | Ⳮ | ⳮ | ⳯  |
| U+2CFx | ⳰  | ⳱  | Ⳳ | ⳳ |   |   |   |   |   | ⳹ | ⳺ | ⳻ | ⳼ | ⳽ | ⳾ | ⳿ |
| U+102Ex | 𐋠  | 𐋡 | 𐋢 | 𐋣 | 𐋤 | 𐋥 | 𐋦 | 𐋧 | 𐋨 | 𐋩 | 𐋪 | 𐋫 | 𐋬 | 𐋭 | 𐋮 | 𐋯 |
| U+102Fx | 𐋰 | 𐋱 | 𐋲 | 𐋳 | 𐋴 | 𐋵 | 𐋶 | 𐋷 | 𐋸 | 𐋹 | 𐋺 | 𐋻 |   |   |   |   |
| Примечания 1.^ По состоянию на версию 15.0. 2.^ Серые клетки обозначают зарезервированные кодовые позиции, голубые — позиции греческих букв. |   |   |   |   |   |   |   |   |   |   |   |   |   |   |   |   |